# Licurgo (re di Nemea)
Licurgo, nella mitologia greca, era il nome di uno dei figli di Fere e di Periclimene (figlia di Minia); fu re di Nemea, in Argolide, nonché fratello di Admeto e padre di Archemoro.

## Nella mitologia
Quando i Sette marciarono contro Tebe per rifornire le loro truppe di acqua, una delle serve del re Licurgo, Ipsipile, li condusse verso una fonte vicina, ponendo però sul terreno Archemoro, il piccolo figlio di Licurgo e di sua moglie Euridice, che fu morso mortalmente da un serpente.
Il serpente fu ucciso e il fanciullo fu sepolto. Dal momento che questo fu interpretato come un cattivo presagio, i sette eroi introdussero, in onore del bambino, i giochi di Nemea.